# 阿努拉德普勒區
阿努拉德普勒區是斯里蘭卡北中省的一個區。面積7,128平方公里。2001年人口745,693人。首府阿努拉德普勒。